# Marija d'Évreux
Marija d'Évreux (1303. – 31. listopada 1335.) bila je francuska plemkinja i pripadnica dinastije Capet. Marija je bila najstarije dijete grofa Luja i Margarete Arteške te tako sestra navarskog kralja Filipa.
Suprug dame Marije bio je njezin bratić u drugom koljenu, Ivan III., vojvoda Brabanta te je Marija postala vojvotkinja. Njena je kći bila Ivana, vojvotkinja Brabanta.